# Leidseplein (Haarlem)
Het Leidseplein is een plein in de Leidsebuurt in Haarlem stadsdeel zuidwest. Het plein is gelegen ten westen van de Leidsevaart en wordt verder omsloten door de Oranjestraat in het noorden, de Brouwersstraat in het zuiden en de Oranjeboomstraat in het westen. 
Het plein ontstond in de 19e eeuw en ligt centraal in de Leidsebuurt waar door verschillende aannemers sinds 1876 vooral kleine arbeiderswoningen werden gebouwd met smalle straten om zo veel mogelijk woningen te kunnen bouwen met daarbij weinig ruimte voor groen. Ook aan het Leidseplein verschenen kleine woningen maar daarnaast ook een aantal centrale voorzieningen zoals het "tweede volksbadhuis" dat in 1903 midden op het plein verscheen. Door het ontbreken van een eigen douche destijds werd het badhuis veelvuldig door de buurtbewoners gebruikt. Doordat de meeste woningen later een eigen douchegelegenheid kregen verloor het badhuis in 1979 uiteindelijk zijn functie. Het voormalige badhuis, een rijksmonument naar ontwerp van S. Roog, werd grondig verbouwd en is tegenwoordig in gebruik als buurthuis. Ook was er vroeger aan het plein de werkplaats "Herstel antieke textiel" gevestigd. 
Daarnaast kent het plein ruimte voor spelen, sport, recreatie en ontspanning. In tegenstelling tot de buurt is op en rondom het het plein veel groen aanwezig. Inmiddels bestaan er plannen voor meer groen in de hele wijk waarbij de gemeente inmiddels een aantal plantenbakken heeft geplaatst.
Het plein is net als de Leidsevaart en de Leidsebuurt vernoemd naar de stad Leiden, waarheen de Leidsevaart voert.